# Теорія об'єктних відносин
Теорія об'єктних відносин — це школа психоаналітичної теорії та психоаналізу, зосереджена навколо теорій стадій розвитку Его. Її інтереси становить зв'язок психіки з іншими в дитинстві та дослідження відносин між зовнішніми людьми, а також внутрішніх образів і відносин, виявлених у них. Мислителі школи стверджують, що стосунки немовляти з матір'ю передусім визначають формування її особистості в дорослому житті. Зокрема, прихильність є основою розвитку особистості або психічної організації, яка створює відчуття ідентичності.

## Теорія
У той час як її основа випливає з теорій розвитку его у фрейдистській психодинаміці, теорія об'єктних відносин не робить наголосу на ролі біологічних потягів у формуванні особистості в дорослому віці. Натомість мислителі школи припускають, що те, як люди ставляться до інших і ситуацій у дорослому житті, формується сімейним досвідом у дитинстві; дорослий, який зазнав нехтування або жорстокого поводження в дитинстві, очікує подібної поведінки від інших, які через перенесення нагадують їм про недбалих або жорстоких батьків з їхнього минулого. Ці моделі поведінки людей стають повторюваними образами подій і зрештою перетворюються на об'єкти в несвідомому, які людина переносить у доросле життя, щоб використовувати їх у несвідомому для передбачення поведінки людей у їхніх соціальних стосунках і взаємодії.
Першим «об'єктом» в індивідуумі зазвичай є інтерналізований образ матері. Внутрішні об'єкти формуються за моделями досвіду догляду за немовлям, які можуть бути або не бути точним відображенням фактичних зовнішніх опікунів. Об'єкти, як правило, є інтерналізованими образами матері, батька або основного опікуна, хоча вони також можуть складатися з частин людини, наприклад немовляти, пов'язаного з грудьми, або речей у внутрішньому світі людини (інтерналізований образ інших). Пізніший досвід може змінити ці ранні моделі, але предмети часто продовжують справляти сильний вплив протягом усього життя. Об'єкти спочатку осягаються дитячим розумом за їхніми функціями і називаються частиною об'єктів. Груди, що годують голодне немовля, є «хорошими грудьми», тоді як голодне немовля, яке не знаходить грудей, відноситься до «поганих грудей». З «достатньо хорошим» сприятливим середовищем функції частини об'єкта зрештою перетворюються на розуміння цілих об'єктів. Це відповідає здатності терпіти двозначність, бачити, що і «хороші», і «погані» груди є частинами однієї матері.

## Історія
Початковий напрямок думки виник у 1917 році у Шандора Ференці та на початку 1930-х років у Гаррі Стека Саллівана, автора терміна «міжособистісний». Британські психологи Мелані Кляйн, Дональд Віннікотт, Гаррі Гантріп, Скотт Стюарт та ін. розширена теорія об'єктних відносин упродовж 1940-х і 1950-х років; у 1952 році Рональд Ферберн сформулював свою теорію об'єктних відносин.
Термін використовувався в багатьох різних контекстах, що призвело до різних конотацій і позначень. Хоча Фейрберн популяризував термін «об'єктні відносини», роботу Мелані Кляйн зазвичай ототожнюють із термінами "теорія об'єктних відносин і «британські об'єктні відносини», принаймні в сучасній Північній Америці, хоча вплив Британської незалежної групи — який стверджував, що основною мотивацією дитини є пошук об'єкта, а не бажання задоволення — стає все більш визнаним. Кляйн вважав, що психодинамічне поле битви, запропоноване Фрейдом, виникає дуже рано в житті, у дитинстві. Крім того, його походження відрізняється від того, яке пропонував Фрейд. Взаємодія між немовлям і матір'ю настільки глибока й інтенсивна, що вона формує фокус структури потягів немовляти. Деякі з цих взаємодій викликають гнів і розчарування; інші провокують сильні емоції залежності, оскільки дитина починає визнавати матір більшою, ніж грудьми, якими можна годуватись. Ці реакції загрожують придушити індивідуальність немовляти. Спосіб вирішення конфлікту немовлям, вважав Клейн, відображається на особистості дорослого.
Зигмунд Фрейд спочатку ідентифікував людей у середовищі суб'єкта з терміном «об'єкт», щоб визначити людей як об'єкти потягів. Фейрберн зробив радикальний відхід від Фрейда, постулювавши, що люди не шукають задоволення від потягу, а насправді прагнуть задоволення, яке виникає у зв'язку з реальними іншими. Кляйн і Фейрберн працювали в подібних напрямках, але на відміну від Фейрберна, Кляйн завжди вважала, що вона не відходить від теорії Фрейда, а просто розробляє явища раннього розвитку, які відповідають теорії Фрейда.
У лондонському психоаналітичному співтоваристві відбувся конфлікт лояльності між Кляйном і теорією об'єктних відносин (іноді її називають «психологією ідентифікатора») та Анною Фрейд та его-психологією. В Америці Анна Фрейд сильно вплинула на американський психоаналіз 1940-х, 1950-х і 1960-х років. Американська его-психологія була розвинута в роботах Гартмана, Кріса, Льовенштейна, Рапапорта, Еріксона, Якобсона та Малера. У Лондоні тих, хто відмовлявся обирати сторону, називали «середньою школою», членами якої були Майкл Балінт і Дональд Віннікотт. В Англії між школами Анни Фрейд і Мелані Кляйн виник певний розподіл, який згодом вплинув на психоаналітичну політику в усьому світі. Клейна популяризували в Південній Америці, тоді як А. Фрейд здобула американську прихильність.

### Теорія прихильності Фейрберна
Фейрберн визначив, як люди, які зазнали насильства в дитинстві, інтерналізують цей досвід; «моральний захист» — це схильність людей, які пережили жорстоке поводження, брати все погане на себе, причому кожен віддає моральне зло, щоб об'єкт, який піклується, міг вважатися хорошим. Це використання розщеплення як захисту для підтримки відносин прихильності в небезпечному світі. В одному конкретному прикладі цієї обставини Фейрберн познайомив чотирирічну дівчинку, яка отримала перелом руки від матері, своєму другові-лікарю, який сказав дівчинці, що вони збираються знайти їй нового батька. Дівчинка, тепер запанікувала та нещасна, відповіла, що хоче мати свою «справжню маму», перш ніж Ферберн запитав: «Ви маєте на увазі маму, яка зламала вам руку?» «Мені було погано», — відповіла дівчина; виходячи з цього обміну думками, він припустив, що їй потрібно було вірити, що її об'єкт любові (мати) був цілком добрим, щоб твердо вірити, що одного разу вона отримає необхідну любов і турботу — у спробі відновити ці потреби вона використовувала моральний захист, щоб робити себе поганою, щоб зберегти материнську доброту.

## Клейніанська теорія об'єктних відносин

### Несвідома фантазія
Психологічний аспект інстинкту Кляйн назвав несвідомою фантазією (навмисно пишеться через «ph», щоб відрізнити це від слова «фантазія»). Фантазія — це даність психічного життя, яка рухається назовні до світу. Цим образам-потенціалам надається пріоритет у потягах і, зрештою, дозволяють розвиватися більш складні стани психічного життя. Несвідомі фантазії в новонародженому психічному житті немовляти змінюються оточенням у міру того, як немовля контактує з реальністю.
З того моменту, як немовля починає взаємодіяти із зовнішнім світом, він починає перевіряти свої фантазії в реальності. Я хочу припустити, що походження думки лежить у цьому процесі перевірки фантазії на реальність; тобто ця думка не тільки протиставляється фантазії, але й базується на ній і походить від неї.:45
Роль несвідомої фантазії є важливою в розвитку здатності до мислення. З точки зору Біона, фантазійний образ — це упередження, яке не стане думкою, доки досвід не поєднається з реалізацією у світі досвіду. Попереднє уявлення та усвідомлення поєднуються, щоб набути форми концепції, яку можна мислити. Класичним прикладом цього є спостереження немовляти за соску в перші години життя. Інстинктивне вкорінення — це упередження. Положення соска забезпечує реалізацію у світі досвіду, і з часом, з повторним досвідом, попереднє уявлення та усвідомлення об'єднуються для створення концепції. Розумова здатність спирається на попередній досвід взаємодії навколишнього середовища та немовляти.
Перші тілесні переживання починають формувати перші спогади, а зовнішня реальність поступово вплітається в структуру фантазії. Невдовзі дитячі фантазії можуть спиратися на пластичні образи, а також на відчуття — візуальні, слухові, кінестетичні, образи дотику, смаку, запаху тощо. І ці пластичні образи та драматичні репрезентації фантазії поступово розвиваються разом із артикульованим сприйняттям зовнішній світ.
За належного догляду немовля здатне терпіти зростаюче усвідомлення досвіду, який лежить в основі несвідомої фантазії та веде до досягнення послідовних досягнень розвитку, «позицій» у теорії Клейні.

### Проективна ідентифікація
Як спеціальний термін проективна ідентифікація введена Кляйном у «Примітках про деякі шизоїдні механізми».
[Проекція] допомагає его подолати тривогу, позбавляючи його від небезпеки та зла. Інтроекція хорошого об'єкта також використовується Его як захист від тривоги…. Таким чином, процеси відокремлення частин себе та проектування їх на об'єкти мають життєво важливе значення як для нормального розвитку, так і для аномальних об'єктних відносин. Не менш важливим є вплив інтроекції на об'єктні відносини. Інтроекція доброго об'єкта, перш за все материнських грудей, є передумовою нормального розвитку… Це приходить, щоб сформувати фокусну точку в его і сприяє згуртованості его…. Я пропоную для цих процесів термін «проективна ідентифікація».:6–9
Кляйн уявляв цю функцію як захист, який сприяє нормальному розвитку немовляти, включаючи структуру Его та розвиток об'єктних відносин. Інтроекція хороших грудей забезпечує місце, де можна сховатися від переслідувань, що є раннім кроком у розвитку здатності до самозаспокоєння.
Огден визначає чотири функції, які може виконувати проективна ідентифікація. Як і в традиційній моделі Клейна, вона слугує захистом. Проективна ідентифікація слугує способом спілкування. Це форма об'єктних відносин і «шлях до психологічних змін».:21 Як форма об'єктних стосунків, проективна ідентифікація є способом стосунків з іншими, які не розглядаються як повністю відокремлені від індивіда. Натомість це відношення відбувається «між стадією суб'єктивного об'єкта та стадією справжнього об'єктного зв'язку».:23

### Параноїчно-шизоїдні та депресивні позиції
Позиції теорії Клейніа, підкріплені несвідомою фантазією, є стадіями нормального розвитку стосунків Его та об'єкта, кожна з яких має свої характерні захисти та організаційну структуру. Параноїдально-шизоїдні та депресивні позиції виникають у доедіпальній, оральній фазі розвитку.
На відміну від Фейрберна і пізніше Гантріпа, Кляйн вважав, що і хороші, і погані об'єкти інтроєціюються немовлям, інтерналізація хороших об'єктів є важливим для розвитку здорової функції Его.:4 Кляйн концептуалізував депресивну позицію як «найбільш зрілу форму психологічної організації», яка продовжує розвиватися упродовж усього життя.:11
Депресивна позиція виникає упродовж другої чверті першого року.:14 До цього немовля перебуває в параноїдально-шизоїдній позиції, яка характеризується тривогою переслідування та механізмами розщеплення, проекції, інтроекції та всемогутності, що включає ідеалізацію та заперечення, щоб захиститися від цих тривог.:7 Депресивний і параноїдально-шизоїдний режими переживання продовжують змішуватися упродовж перших кількох років дитинства.

#### Параноїдально-шизоїдна позиція
Параноїчно-шизоїдна позиція характеризується частково-об'єктними відносинами. Частинні об'єкти є функцією розщеплення, яке відбувається у фантазії. На цій стадії розвитку досвід можна сприймати лише як усе добре чи погано. Як часткові об'єкти, це функція, яку ідентифікує Я, що переживає, а не цілі й автономні інші. Голодне немовля бажає добрих грудей, хто його годує. Якщо ця грудь з'являється, це хороша грудь. Якщо грудей не з'являється, голодне, а тепер розчароване немовля, яке страждає, має деструктивні фантазії, у яких домінує оральна агресія щодо поганих, галюцинованих грудей.:5
Кляйн зазначає, що при розщепленні об'єкта его також розщеплюється.:6 Немовля, яке фантазує про знищення поганих грудей, не є тим самим немовлям, яке приймає хороші груди, принаймні до тих пір, поки не перейде в депресивну позицію, коли в одній особі одночасно можна терпіти хороше і погане, а здатність до каяття та настає відшкодування.
Тривоги параноїдної шизоїдної позиції носять персекуторний характер, боязнь знищення Его.:33 Розщеплення дозволяє добру відділятися від поганого. Проекція — це спроба викинути погане з метою контролю за допомогою всемогутнього панування. За словами Кляйна, розщеплення ніколи не буває повністю ефективним, оскільки его прагне до інтеграції.:34

#### Депресивна позиція
Кляйн розглядав депресивну позицію як важливу віху розвитку, яка продовжує розвиватися упродовж усього життя. Розщеплення та розділові об'єктні відносини, які характеризують попередню фазу, змінюються здатністю сприймати, що інший, хто фруструє, також є тим, хто приносить задоволення. Шизоїдний захист все ще є доказом, але почуття провини, горя та бажання відшкодування здобувають перевагу в розумі, що розвивається.
У депресивній позиції немовля здатне переживати інших як цілісність, що радикально змінює об'єктні стосунки з попередньої фази.:3 «До депресивної позиції хороший об'єкт ні в якому разі не є тим самим, що поганий об'єкт. Лише в депресивній позиції полярні якості можна розглядати як різні аспекти одного об'єкта».:37 Збільшення близькості добра і зла призводить до відповідної інтеграції его.
У розвитку, який Гротштейн називає «первинним розколом»,:39 дитина починає усвідомлювати відокремленість від матері. Це усвідомлення дозволяє виникати провині у відповідь на попередні агресивні фантазії немовляти, коли погане було розділене на хороше. Тимчасова відсутність матері дозволяє безперервно відновлювати її «як образ уявлення» у свідомості дитини.:39 Тепер може виникнути символічна думка, яка може виникнути лише після того, як буде отримано доступ до депресивної позиції. З усвідомленням первинного розколу створюється простір, у якому співіснують символ, символізоване та суб'єкт, який переживає. Історія, суб'єктивність, внутрішність і емпатія — усе це стає можливим.:14
Характерні для депресивної позиції тривоги змінюються від страху бути знищеним до страху знищити інших. Насправді чи фантазії, людина тепер усвідомлює здатність завдати шкоди або відігнати людину, яку вона неоднозначно любить. Захисти, характерні для депресивної позиції, включають маніакальний захист, придушення та відшкодування. Маніакальний захист — це той самий захист, який виявлявся в параноїдально-шизоїдній позиції, але тепер мобілізований для захисту розуму від депресивної тривоги. Оскільки депресивна позиція сприяє зростанню інтеграції в Его, попередні захисти змінюють характер, стаючи менш інтенсивними та сприяючи більшому усвідомленню психічної реальності.:73

У роботі над депресивною тривогою проекції припиняються, дозволяючи іншому більше автономії, реальності та окремого існування.:16 Немовля, чиї деструктивні фантазії були спрямовані на погану матір, яка розчарувала, тепер починає усвідомлювати, що погана і хороша, розчаровує і насичує, це завжди та сама мати. Неусвідомлене почуття провини за деструктивні фантазії виникає у відповідь на постійну любов і увагу, які надаються опікунами.
[Оскільки] активізуються страхи втрати коханої людини, здійснюється дуже важливий крок у розвитку. Ці почуття провини і страждання тепер входять як новий елемент в почуття любові. Вони стають невід'ємною частиною любові та впливають на неї глибоко як у якості, так і в кількості.:65
З цієї віхи розвитку виникає здатність до симпатії, відповідальності та турботи про інших, а також здатність ототожнювати себе з суб'єктивним досвідом людей, які вам небайдужі.:65–66 З усуненням деструктивних проекцій відбувається придушення агресивних імпульсів.:72–73 Дитина дозволяє опікунам більш відокремлене існування, що сприяє зростанню диференціації внутрішньої та зовнішньої реальності. Всемогутність зменшується, що відповідає зменшенню провини та страху втрати.:16
Коли все йде добре, дитина, що розвивається, здатна зрозуміти, що зовнішні інші є автономними людьми зі своїми потребами та суб'єктністю.
Раніше тривала відсутність об'єкта (хороших грудей, матері) сприймалася як переслідування, і, згідно з теорією несвідомої фантазії, переслідуваний немовля фантазує знищення поганого об'єкта. Хороший об'єкт, який потім прибуває, не є об'єктом, який не прибув. Подібним чином дитина, яка знищила поганий предмет, не є дитиною, яка любить хороший предмет.
У фантазії добра внутрішня мати може бути психічно зруйнована агресивними імпульсами. Украй важливо, щоб справжні батьки були поруч, щоб продемонструвати безперервність їхньої любові. Таким чином дитина усвідомлює, що те, що відбувається з хорошими предметами у фантазії, не відбувається з нею насправді. Психічній реальності дозволяється розвиватися як місцю, відокремленому від буквального фізичного світу.
Завдяки багаторазовому досвіду достатньо хорошого виховання внутрішній образ, який дитина має про зовнішніх інших, тобто внутрішній об'єкт дитини, змінюється досвідом, і образ трансформується, поєднуючи досвід хорошого і поганого, який стає більш схожим на реальний об'єкт (наприклад мати, яка може бути як доброю, так і поганою). З точки зору Фрейда, принцип задоволення модифікується принципом реальності.
Мелані Кляйн розглядала це вихід із депресивної позиції як передумову для соціального життя. Крім того, вона розглядала встановлення внутрішнього та зовнішнього світу як початок міжособистісних стосунків.
Кляйн стверджувала, що люди, яким так і не вдалося подолати депресивну позицію в дитинстві, в результаті продовжуватимуть боротися з цією проблемою в дорослому житті. Наприклад: причина того, що людина може продовжувати страждати від сильного почуття провини через смерть близької людини, може бути виявлена в непропрацьованій депресивній позиції. Почуття провини виникає через відсутність різниці між фантазією та реальністю. Воно також функціонує як захисний механізм, щоб захистити себе від нестерпних почуттів смутку та смутку, а також внутрішній об'єкт коханої людини від нестерпного гніву себе, який, як побоюються, може назавжди знищити внутрішній об'єкт.

#### Подальші роздуми щодо позицій
Вільфред Біон чітко формулює динамічну природу позицій, на чому наголошує Томас Оґден і розширює її Джон Штайнер у термінах «Рівновага між параноїдально-шизоїдною та депресивною позиціями». Огден і Джеймс Гротштейн продовжували досліджувати ранні інфантильні стани розуму та, використовуючи роботи Дональда Мельтцера, Естер Бік та інших, постулюють позицію, що передує параноїдально-шизоїдному. Гротштейн, слідом за Біоном, також висуває гіпотезу про трансцендентну позицію, яка виникає після досягнення депресивної позиції. Цей аспект роботи Огдена та Гротштейна залишається суперечливим для багатьох у рамках класичної теорії об'єктних відносин.

### Драйв смерті
Зигмунд Фрейд розробив концепцію об'єктного відношення, щоб описати або підкреслити, що тілесні потяги задовольняють свої потреби через середовище, об'єкт, на певному фокусі. Центральна теза в теорії об'єктних відносин Мелані Кляйн полягала в тому, що об'єкти відіграють вирішальну роль у розвитку суб'єкта і можуть бути як частинами об'єктів, так і цілими об'єктами, тобто окремим органом (грудьми матері) або цілою людиною (мати). Отже, як мама, так і тільки материнські груди можуть бути центром задоволення від драйву. Крім того, згідно з традиційним психоаналізом, існує принаймні два типи потягів: лібідо (міфічний аналог: Ерос) і потяг до смерті, мортідо (міфічний аналог: Танатос). Таким чином, об'єкти можуть бути приймачами як любові, так і ненависті, афективних ефектів лібідо та потягу до смерті.

## Модель теорії об'єктних відносин Рональда Фейрберна
Фейрберн був вражений роботою Клейн, особливо її акцентом на інтерналізованих об'єктах, але він заперечував думку, що інтерналізація зовнішніх об'єктів ґрунтується на інстинкті смерті. Інстинкт смерті є залишком фройдистської моделі, яка була підкреслена в моделі Клейн, і її модель припускає, що поведінка людини мотивована боротьбою між інстинктивними силами любові та ненависті. Кляйн вважала, що кожна людина народжується з вродженим інстинктом смерті, який спонукає дитину уявляти, що вона завдає болю матері під час шизоїдного періоду розвитку. Дитина намагається захистити себе від того, щоб її охопила ненависть, інтерналізуючи або беручи до себе спогади про любовні аспекти своїх батьків, щоб протистояти компонентам ненависті. Модель Фейрберна також наголошувала на інтерналізації зовнішніх об'єктів, але його погляд на інтерналізацію ґрунтувався не на інстинктивному спонуканні, а радше на нормальному бажанні дитини зрозуміти навколишній світ.

Фейрберн почав свою теорію зі спостереження про абсолютну залежність дитини від доброї волі матері. Фейрберн зауважив, що немовля залежало від свого материнського об'єкта (або опікуна) для забезпечення всіх його фізичних і психологічних потреб, як зазначено в наступному уривку.
Особливістю дитячої залежності є її безумовний характер. Дитина повністю залежить від свого об'єкта не тільки для свого існування та фізичного благополуччя, але й для задоволення своїх психологічних потреб… Навпаки, самої безпорадності дитини достатньо, щоб зробити її залежною в безумовному сенсі… У неї немає іншого виходу, окрім як прийняти або відкинути свій об'єкт — альтернативу, яка постане перед нею як вибір між життям і смертю (Fairbairn, 1952, 47)
Коли материнський об'єкт забезпечує відчуття безпеки та тепла, вроджене «центральне его» дитини здатне сприймати новий досвід, що дозволяє йому розширити свій контакт з оточенням за межі тісної орбіти матері. Це початок процесу диференціації, або відокремлення від батька, який закінчується новою унікальною особиною. Поки материнський об'єкт продовжує забезпечувати емоційне тепло, підтримку та відчуття безпеки, дитина продовжуватиме розвиватися упродовж усього дитинства. Однак, якщо батьки не в змозі постійно забезпечувати ці фактори, розвиток дитини зупиняється, вона регресує і залишається недиференційованою від своєї матері, як ілюструє наступна цитата.
Найбільша потреба дитини — отримати переконливу впевненість, (а) що її батьки щиро люблять як особистість і (б) що батьки щиро приймають її любов. Лише в тій мірі, у якій таке запевнення надходить у формі, достатньо переконливій для того, щоб вона могла безпечно покладатися на свої реальні об'єкти, вона здатна поступово відмовлятися від інфантильної залежності без побоювань. За відсутності такої впевненості її стосунки зі своїми об'єктами сповнені надто великої тривоги через розлуку, щоб вона могла відмовитися від ставлення до дитячої залежності: бо таке зречення в її очах було б еквівалентним втраті будь-якої надії коли-небудь отримати задоволення від її незадоволені емоційні потреби. Розчарування бажання бути коханою як особистістю та сприйняттям її любові є найбільшою травмою, яку може зазнати дитина (Fairbairn, 1952:39-40).
Ця цитата ілюструє основу моделі Фейрберна. Вона повністю міжособистісна, оскільки в ній немає біологічних потягів успадкованих інстинктів. Дитина народжується з потребою в любові та безпеці, і коли її міжособистісне оточення підводить її, вона перестає розвиватися психологічно та емоційно. Протилежним результатом невдач матері (або батька, якщо батько є основним опікуном) є те, що дитина стає більшою, а не меншою залежністю від неї, тому що, не в змозі задовольнити потреби своєї дитини, дитина повинна залишатися залежною в надії що любов і підтримка будуть у майбутньому. З часом невдала підтримка потреб дитини в розвитку залишає її все більше і більше від своїх однолітків такого ж віку. Емоційно покинута дитина повинна звернутися до власних ресурсів для комфорту, і звертається до свого внутрішнього світу з його легкодоступними фантазіями, намагаючись частково задовольнити свої потреби в комфорті, любові, а потім і в успіху. Часто ці фантазії включають інші фігури, які були створені власноруч. Фейрберн зазначав, що звернення дитини до свого внутрішнього світу захищало її від суворої реальності сімейного середовища, але відвертало її від зовнішньої реальності. "Усі вони представляють відносини з інтерналізованими об'єктами, до яких індивід змушений звертатися за відсутності задовільних відносин у зовнішньому світі (Fairbairn, 1952, 40 курсив в оригіналі).

### Структурна теорія Фейрберна
Фейрберн зрозумів, що абсолютна залежність дитини від доброї волі матері зробила її нетерпимою до прийняття чи навіть визнання того, що вона зазнає жорстокого поводження, оскільки це послабить її необхідну прихильність до батьків. У дитини створюється ілюзія, що вона живе в теплому коконі любові, і будь-яка інформація, яка заважає цій ілюзії, насильно витісняється з її свідомості, оскільки вона не може зіткнутися з жахом відторгнення чи покинутості у віці трьох, чотирьох чи п'яти років. Захистом, який використовують діти, щоб зберегти почуття безпеки, є дисоціація, і вони змушують усі спогади про батьківські невдачі (нехтування, байдужість або емоційну покинутість) у свою підсвідомість. Згодом дитина, якою нехтували, постійно розширює банк пам'яті подій за подіями, коли нею нехтували. Ці дисоційовані міжособистісні події завжди відбуваються парами, як у зв'язку з об'єктом. Наприклад, дитина, якою нехтують, відокремлює пам'ять про себе як про перелякане розгублене «я», якою знехтували віддалені та байдужі батьки. Якщо ці події повторюються знову і знову, підсвідомість дитини групує спогади в уявлення про себе та уявлення про батьків, обидва вони є надто токсичними та тривожними, щоб їх усвідомити. Парні дисоціації Я та об'єкта, що виникли в результаті відторгнення, були названі антилібідним его (переляканим Я дитини) та відкидаючим об'єктом (байдужий або відсутній батько). Таким чином, на додаток до свідомого центрального Его, яке пов'язане з плекальною та підтримуючою частинами батьків (так звані ідеальним об'єктом), дитина має другу точку зору на себе та об'єкт у своєму несвідомому: антилібідне Его та відкидаючий об'єкт.
Жодна дитина не може жити у світі, позбавленому надії на майбутнє. Фейрберн працював неповний робочий день у дитячому будинку, де бачив знехтуваних дітей і дітей, над якими знущалися. Він помітив, що вони створюють фантазії про «доброту» своїх батьків і з нетерпінням чекають возз'єднання з ними. Він зрозумів, що ці діти відокремилися та придушили численні фізичні та емоційні образи, яких вони зазнали в сім'ї. Потрапивши в дитячий будинок, ці самі діти жили у фантастичному світі надії та очікування, що запобігло їхньому психологічний крах. Фантазійне Я, яке розвиває дитина, називали лібідним Я (або лібідним Его), і воно пов'язане з найкращими сторонами батьків, які, можливо, виявляли інтерес або ніжність до своєї дитини в той чи інший час, що потребуюча дитина потім посилює фантазією. Фейрберн назвав «захоплюючим об'єктом» уявлення про батьків, розширене у фантазії, яке ґрунтувалося на хвилюванні дитини, коли він вигадував свою фантазію про возз'єднання зі своїми люблячими батьками. Ця пара «я» та об'єкти також містяться в несвідомому стані дитини, але вона може викликати їх усвідомлення, коли відчайдушно потребує комфорту та підтримки (Fairbairn, 1952, 102—119)
Структурна модель Фейрберна містить три «я», які стосуються трьох аспектів об'єкта. «Я» не знають і не пов'язані одне з одним, і процес дисоціації та розвитку цих структур називається захистом від розщеплення, або розщепленням.
Центральне его дитини пов'язане з ідеальним об'єктом, коли батьки підтримують і піклуються.
Антилібідне его пов'язане лише з об'єктом, що відкидає, і ці структури містять страх і гнів дитини, а також байдужість, нехтування чи відверте жорстоке поводження з боку батьків.
Лібідозне его пов'язане лише із захоплюючим об'єктом, і ці структури містять надмірно сповнену надії дитину, яка пов'язана з захоплюючим надобіцяючим батьком.
Терапевт об'єктних відносин Фейрберна уявляє, що всі взаємодії між клієнтом і терапевтом відбуваються у внутрішньому світі об'єктних відносин клієнта, в одній із трьох діад. Терапевт об'єктних відносин Фейрберна також використовує свої власні емоційні реакції як терапевтичні сигнали. Якщо терапевт відчуває роздратування на клієнта або нудьгу, він/вона може інтерпретувати це як відтворення Антилібідного Его та Поганого Об'єкта, при цьому терапевт виконує роль Поганого Об'єкта. Якщо терапевт може терпляче бути емпатичним терапевтом через відтворення клієнта, тоді клієнт отримує новий досвід, який може включити у свій внутрішній об'єктний світ, сподіваючись розширити свою внутрішню картину свого Хорошого об'єкта. Лікування розглядається як можливість клієнта отримувати від свого внутрішнього Доброго Об'єкта досить часто, щоб мати більш стабільне мирне життя.
Численні дослідження виявили, що більшість моделей психотерапії однаково корисні, різниця головним чином полягає як індивідуального терапевта, а не в теорії, яку він підтримує. Теорія об'єктних зв'язків намагається пояснити це явище за допомогою теорії доброго об'єкта. Якщо терапевт може бути терплячим і чуйним, більшість клієнтів покращують своє функціонування у своєму світі. Клієнт несе з собою картину емпатійного терапевта, який допомагає йому справлятися зі стресовими факторами повсякденного життя, незалежно від того, яку теорію психології він підтримує.

## Постійні розробки в теорії
Теорія прихильності, досліджена Джоном Боулбі та іншими, продовжує поглиблювати наше розуміння ранніх об'єктних стосунків. Незважаючи на те, що результати досліджень прихильності є різним напрямком психоаналітичної теорії та досліджень, вони продовжують підтримувати достовірність прогресій розвитку, описаних в об'єктних відносинах. Останні десятиліття в дослідженні психології розвитку, наприклад, на початку «теорії розуму» у дітей, припустили, що формування психічного світу можливе завдяки міжособистісній взаємодії між немовлям і батьками, що було основною тезою британських об'єктних відносин, традиції (наприклад, Fairbairn, 1952).
Хоча теорія об'єктних відносин виросла з психоаналізу, вона була застосована до загальних галузей психіатрії та психотерапії такими авторами, як Н. Грегорі Гамільтон і Глен О. Габбард. Щоб зробити теорію об'єктних відносин більш корисною як загальна психологія, Н. Грегорі Гамільтон додав специфічні функції его до концепції Отто Ф. Кернберга про одиниці об'єктних відносин.